# Discografia di Fabio Rovazzi
La discografia di Fabio Rovazzi, cantautore, youtuber e personaggio televisivo italiano, è costituita da una raccolta, tredici singoli e dodici video musicali (inclusi quelli come artista ospite), pubblicati dal 2016.

## Raccolte
| Anno | Titolo |
| ---- | --- |
| 2024 | Greatest Hits - Pubblicato: 13 dicembre 2024 - Etichetta: Universal Music Italia - Formati: download digitale, streaming |

## Singoli

### Come artista principale
| Anno                                                                  | Titolo                                         | Classifiche | Certificazioni     | Unità           | Album di provenienza |
| Anno                                                                  | Titolo                                         | ITA         | Certificazioni     | Unità           | Album di provenienza |
| --------------------------------------------------------------------- | ---------------------------------------------- | ----------- | ------------------ | --------------- | -------------------- |
| 2016                                                                  | Andiamo a comandare                            | 1           | - ITA: Platino (5) | - ITA: 250 000+ | /                    |
| 2016                                                                  | Tutto molto interessante                       | 1           | - ITA: Platino (3) | - ITA: 150 000+ | Greatest Hits        |
| 2017                                                                  | Volare (feat. Gianni Morandi)                  | 2           | - ITA: Platino     | - ITA: 200 000+ | Greatest Hits        |
| 2018                                                                  | Faccio quello che voglio                       | 4           | - ITA: Platino (2) | - ITA: 100 000+ | Greatest Hits        |
| 2019                                                                  | Senza pensieri (feat. Loredana Bertè e J-Ax)   | 22          | - ITA: Platino     | - ITA: 50 000+  | Greatest Hits        |
| 2021                                                                  | La mia felicità (feat. Eros Ramazzotti)        | 74          | - ITA: Oro         | - ITA: 35 000+  | Greatest Hits        |
| 2023                                                                  | Niente è per sempre                            | —           |                    |                 | Greatest Hits        |
| 2023                                                                  | La discoteca italiana (feat. Orietta Berti)    | —           | - ITA: Oro         | - ITA: 50000+   | Greatest Hits        |
| 2024                                                                  | Maranza (con Il Pagante)                       | 66          | - ITA: Oro         | - ITA: 50 000+  | /                    |
| 2025                                                                  | Red Flag (feat. Paola Iezzi e Dani Faiv)       | —           |                    |                 | /                    |
| 2025                                                                  | Cabaret (con Orietta Berti e i Fuckyourclique) | —           |                    |                 | /                    |
| "—" indica una pubblicazione che non si è classificata in quel paese. |                                                |             |                    |                 |                      |

### Come artista ospite
| Anno | Titolo                                                               | Album di provenienza |
| ---- | -------------------------------------------------------------------- | -------------------- |
| 2019 | Se stai zitto fai un figurone (Danti feat. Fabio Rovazzi e Fiorello) | /                    |
| 2020 | Liberi (Danti feat. Raf e Fabio Rovazzi)                             | Pro latino 136       |

## Video musicali

### Come artista musicale
| Anno | Titolo                        | Regista/i                                                   |
| ---- | ----------------------------- | ----------------------------------------------------------- |
| 2016 | Andiamo a comandare           | Fabio Rovazzi                                               |
| 2016 | Tutto molto interessante      | Fabio Rovazzi e Mauro Russo                                 |
| 2017 | Volare                        | Fabio Rovazzi                                               |
| 2018 | Faccio quello che voglio      | Fabio Rovazzi                                               |
| 2019 | Senza pensieri                | Fabio Rovazzi                                               |
| 2019 | Se stai zitto fai un figurone | Dan & Dav                                                   |
| 2020 | Liberi                        | The Astronauts                                              |
| 2021 | La mia felicità               | Fabio Rovazzi                                               |
| 2023 | La discoteca italiana         | Fabio Rovazzi e YouNuts! (Antonio Usbergo e Niccolò Celaia) |
| 2024 | Maranza                       | Andrea Gallo                                                |
| 2025 | Red Flag                      | Fabio Rovazzi e Mauro Russo                                 |
| 2025 | Cabaret                       | Marco Sbarra                                                |

### Come regista
| Anno | Titolo        | Artista        | Altri registi       | Album di provenienza |
| ---- | ------------- | -------------- | ------------------- | -------------------- |
| 2015 | Uptodown      | Merk & Kremont | Be Right Production | /                    |
| 2015 | Buenos dias   | Fred De Palma  | Umberto Falsina     | BoyFred              |
| 2017 | Irreversibile | Denny La Home  | Mauro Russo         | /                    |